# Korpo
Korpo (en finnois Korppoo) est une ancienne municipalité insulaire du sud-ouest de la Finlande. Elle se situe dans la région de Finlande du Sud-Ouest.
Le 1er janvier 2009, les communes de Nagu, Houtskär, Iniö, Korpo et Pargas ont fusionné pour former la ville nouvelle de Väståboland.
L'ancienne commune est située dans l'archipel de Turku, à l'extrémité d'une route la reliant à la capitale provinciale Turku via deux bacs. Comme souvent dans cet archipel, sa maigre population est à majorité suédophone.
Elle compte pas moins de 2 000 îles et îlots, dont seulement deux (Kyrklandet et Norrskata) concentrent une large majorité de la population. Les îles les plus isolées appartiennent au parc national de l'archipel du sud-ouest. Utö est quant à elle l'île habitée la plus méridionale du pays.
L'économie dépend largement de diverses administrations : les phares, les services météo, le parc national, mais surtout du ministère de la défense. On y trouve en effet deux garnisons utilisant sa position stratégique, rattachées au régiment côtier de Turku. Cependant, ces forts de Gyltö et d'Utö seront fermés à la fin de l'année 2006, ce qui condamne vraisemblablement à court terme certains des villages les plus isolés de la commune, et pénalisera clairement la municipalité dans son ensemble dans les années à venir.
Le tourisme est une source de revenus en croissance mais qui reste largement limitée aux mois d'été.
Une bataille navale a eu lieu à proximité de ses côtes en 1743, lorsque dans le cadre de la Guerre Russo-Suédoise de 1741-1743 la flotte russe y détruisit une flottille suédoise.

## Liens internes

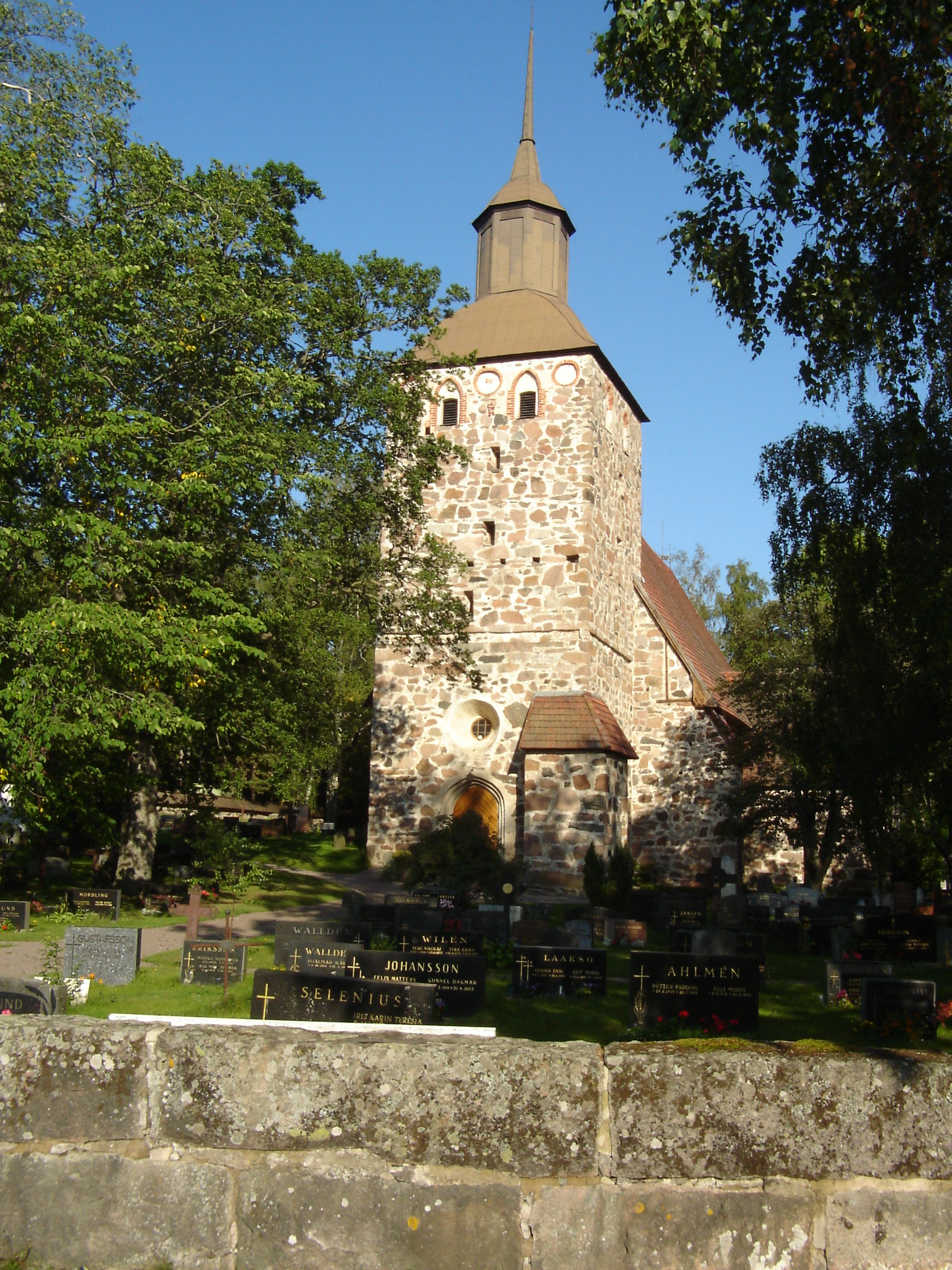
Église médiévale de Korpo, XIVe siècle.